# Otero del Monte
Otero del Monte es una localidad enclavada en el centro del valle de Valderredible (Cantabria, España), a 960 metros sobre el nivel del mar. En la cima de un monte rodeada de abetos, pino carrasco y robles.  Está a una distancia de 16 kilómetros de la capital municipal, Polientes. En el año 2024 contaba con una población de 2 habitantes (INE).
Se accede a Otero a través de 4 kilómetros de carretera que parte de Cubillo de Ebro. También es posible llegar por diversas pistas forestales desde Bárcena de Ebro, Bustillo del Monte o Quintanasolmo.

## Paisaje y naturaleza
Sorprende al visitante primerizo que, tras el largo serpenteo por la pista que asciende desde Cubillo de Ebro, se extienda una singular llanura de prados delimitados por buenos robles, en la que se ubica el caserío de Otero del Monte. El borde occidental de la misma, es un magnífico balcón desde el que tiene un amplio dominio visual e los montes centrales de Valderredible y Valdeprado del Río, con el Pico Bigüenzo a la cabeza.
Con respecto a la fauna que puede observarse, no es extraño encontrarse con corzos, zorros, jabalíes y lobos. Por la noche suele ser habitual escuchar la llamada del cárabo.

## Patrimonio histórico

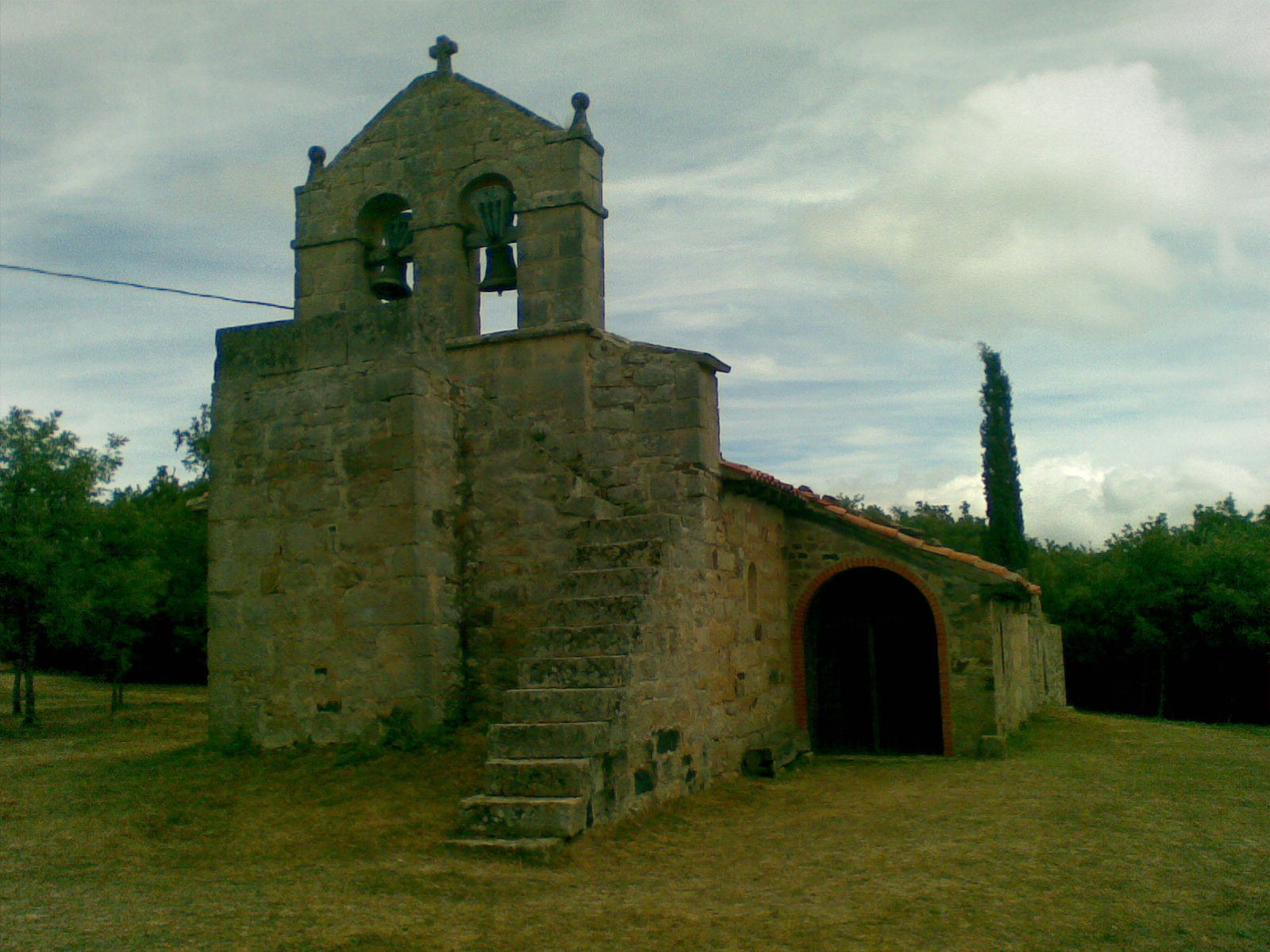
Vista de la Iglesia de la localidad

El núcleo urbano consta de una docena de casonas de estilo cántabro (construcciones de un par de pisos y de piedra). Separadas del núcleo urbano podemos encontrar la ermita del pueblo y el centro cultural (antigua escuela de Otero que se ha habilitado como local de reunión para la gente del pueblo y visitantes en época estival).
Apartada del pueblo y semioculta entre un encantador bosquete de robles, se sitúa la humilde iglesia de San Mamés. Se construyó probablemente en el siglo XIII, con rasgos estilísticos a caballo entre el románico y el gótico que se aprecian sobre todo en la talla de los canecillos y en el ligero apuntamiento de los arcos.
Desde el año 1969, durante la temporada estival, Otero se convierte en la sede de uno de los campamentos juveniles más antiguos de Cantabria, organizado por el Grupo Scout Santo Cristo de Santander.